# Departamento de La Viña
Departamento de La Viña är en kommun i Argentina.   Den ligger i provinsen Salta, i den norra delen av landet, 1 200 km nordväst om huvudstaden Buenos Aires. Antalet invånare är 7 152.
I omgivningarna runt Departamento de La Viña växer i huvudsak lövfällande lövskog. Runt Departamento de La Viña är det mycket glesbefolkat, med 3 invånare per kvadratkilometer.